# Johannes Schauer (Schauspieler)
Johannes Schauer (* 5. November 1918 in Frankfurt am Main; † 19. Dezember 1992) war ein österreichischer Schauspieler.

## Leben und Karriere
Schauer trat im Fernsehen zu Beginn der 1960er Jahre in Erscheinung, seine erste Rolle hatte er in dem Fernsehfilm Lokalbericht aus dem Jahre 1962, in dem er jedoch nur eine Nebenrolle erhielt. Besonders Mitte und Ende der 1960er Jahre konnte sich Schauer zahlreicher Angebote erfreuen, er spielte 1968 mit Graf Yoster gibt sich die Ehre erstmals in einer Serie mit, kurz darauf spielte er in seinem ersten Kinofilm Tamara mit. Noch im selben Jahr wurde Moos auf den Steinen gedreht, wieder ein Kinofilm.
In den 1970er Jahren war Schauer hauptsächlich in Serien zu sehen, dabei beschränkte sich sein Tätigkeitsbereich nicht nur auf den deutschsprachigen Raum, 1977 spielte er in sechs Episoden in der ungarischen Serie Hungária kávéház mit, in Filmen wie etwa Der Raub der Sabinerinnen aus dem Jahre 1976 übernahm er Nebenrollen.
In der Spätzeit seiner Karriere beschränkte sich Schauer fast vollständig auf Serien, 1981 erschien mit Schluckauf die letzte Filmproduktion mit seiner Beteiligung. Ende des Jahrzehnts arbeitete er noch in zwei Folgen der Serie Hessische Geschichten mit.

## Filmografie
- 1962: Lokalbericht (TV)
- 1965: Auf hoher See (TV)
- 1966: Wo blieb Friedrich Weisgerber? (TV)
- 1966: Betty Blue (TV)
- 1967: Kapitän Brassbounds Bekehrung (TV)
- 1967: Der Brief des Don Juan (TV)
- 1967: Dieser Mann und Deutschland (Kurzfilm)
- 1968: Schinderhannes (TV)
- 1968: Des Meeres und der Liebe Wellen (TV)
- 1968: Ein Sommernachtstraum (TV)
- 1968: Graf Yoster gibt sich die Ehre (TV-Serie)
- 1967: Tamara
- 1968: Zimmer 13 (TV-Serie)
- 1968: Moos auf den Steinen
- 1969: Der Bürger als Edelmann (TV)
- 1974: Der Kommissar (TV-Serie, Folge „Der Liebespaarmörder“)
- 1975: Ein echter Wiener geht nicht unter (TV-Serie)
- 1976: Der Raub der Sabinerinnen (TV)
- 1977: Café Hungaria (Hungária kávéház) (TV-Serie)
- 1977: Liebesgeschichten und Heiratssachen (TV)
- 1977: Pariser Geschichten (TV-Serie)
- 1981: Der Schluckauf (Kurzfilm)
- 1987–1989: Hessische Geschichten (TV-Serien)